# عباس‌آباد پیازی
عباس‌آباد پیازی روستایی است از توابع بخش مرکزی شهرستان زرندیه در استان مرکزی ایران.

## جمعیت
این روستا در دهستان حکیم‌آباد قرار دارد و براساس سرشماری مرکز آمار ایران در سال ۱۳۸۵، جمعیت آن ۳۰۳ نفر (۷۵ خانوار) است.